# アブラハム・アダン
アブラハム（ブレン）・アダン（ヘブライ語: אברהם "בְּרֶן" אדן、英語: Avraham "Bren" Adan、1926年10月5日 - 2012年9月28日）とは、イスラエルの軍人。第一次中東戦争終盤、ウム・ラシラシ（現エイラート）に「インクの旗」を掲げた人物である。第四次中東戦争では機甲師団長としてシナイ半島での戦闘に参加した。第12代機甲総監（在任1969年3月 - 1974年1月）、第18代南部方面軍司令官。

## 経歴
1926年10月5日、「アブラハム・エイデスルタイン」（ヘブライ語: אברהם אידלסון,英語: Avraham Edelstein）としてイギリス領パレスチナのクファル・ギラディに生まれる。テルアビブの高校を卒業したのち、1943年、ハガナーに入隊。シオニズム団体ハシュメル・ハツィールに入団したのち、体育教官を務める。アダンの愛称である「ブレン」はハガナーの武装組織、パルマッハ在籍時に使用していたブレン軽機関銃に由来する。パレスチナ北部の都市、アトリットにおける入植作業に参加し、キブツ・ニリムを建て、のちにネゲヴ地方の南西部指揮官となった。

### 第一次中東戦争

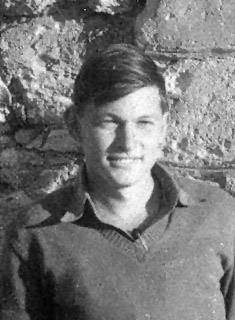
ネゲヴ旅団歩兵中隊長の頃のアダン。

アダンはパルマッハのネゲヴ旅団第8大隊第1歩兵中隊長として第一次中東戦争に参加し、おもにネゲヴ地方の村や村につながる水道管を防衛した。
のちネゲヴ旅団第7大隊の歩兵中隊長となり、1948年末のエジプトに対する攻勢作戦「ホレブ作戦」に参加した。この作戦中、アダンは仲間とともにシナイの村、アブ・アゲイラに閉じ込められてしまう。一晩中エジプト軍との交戦になったが、これを撃退した。当時の第9大隊長、ハイム・バーレブによればアダンの中隊はその後、通行不能と思われていた崖にあったエジプト軍の前哨基地を攻撃し、そこを攻略した。

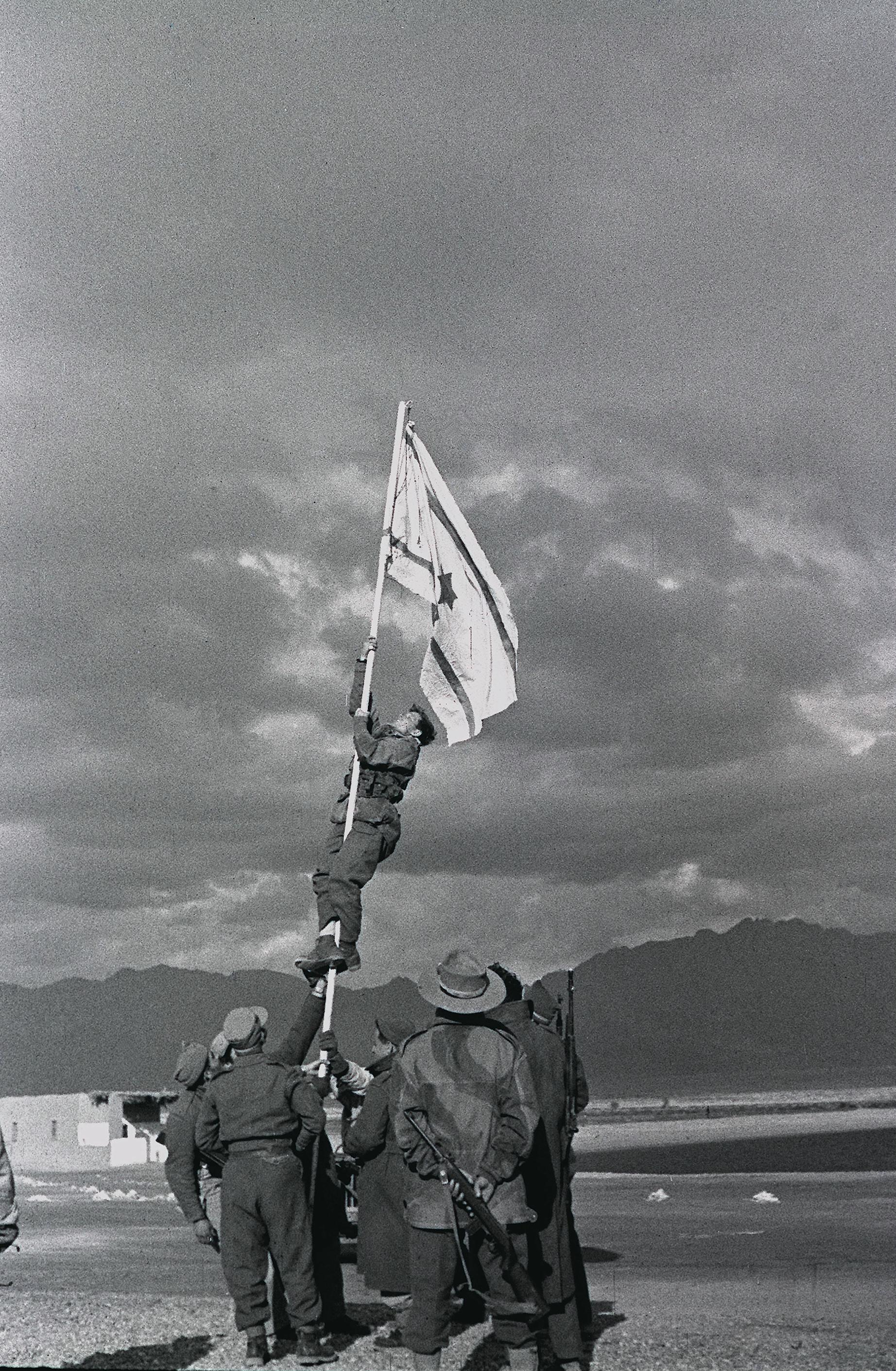
「インクの旗」。ポールに上っている人物がアダン。

1949年3月5日、アダンは第一次中東戦争におけるイスラエル軍最後の攻勢作戦「ウブダ作戦」に参加、3月10日、ウム・ラシラシ（現エイラート）を無血占領した。この際アダンは周辺のホテルから取ってきたシーツで急造の国旗を作り、仲間が見守る中それを掲揚した。この瞬間は「インクの旗」として撮影され、イスラエルにおいては第一次中東戦争を象徴する写真となった。

### 第二次・第三次中東戦争

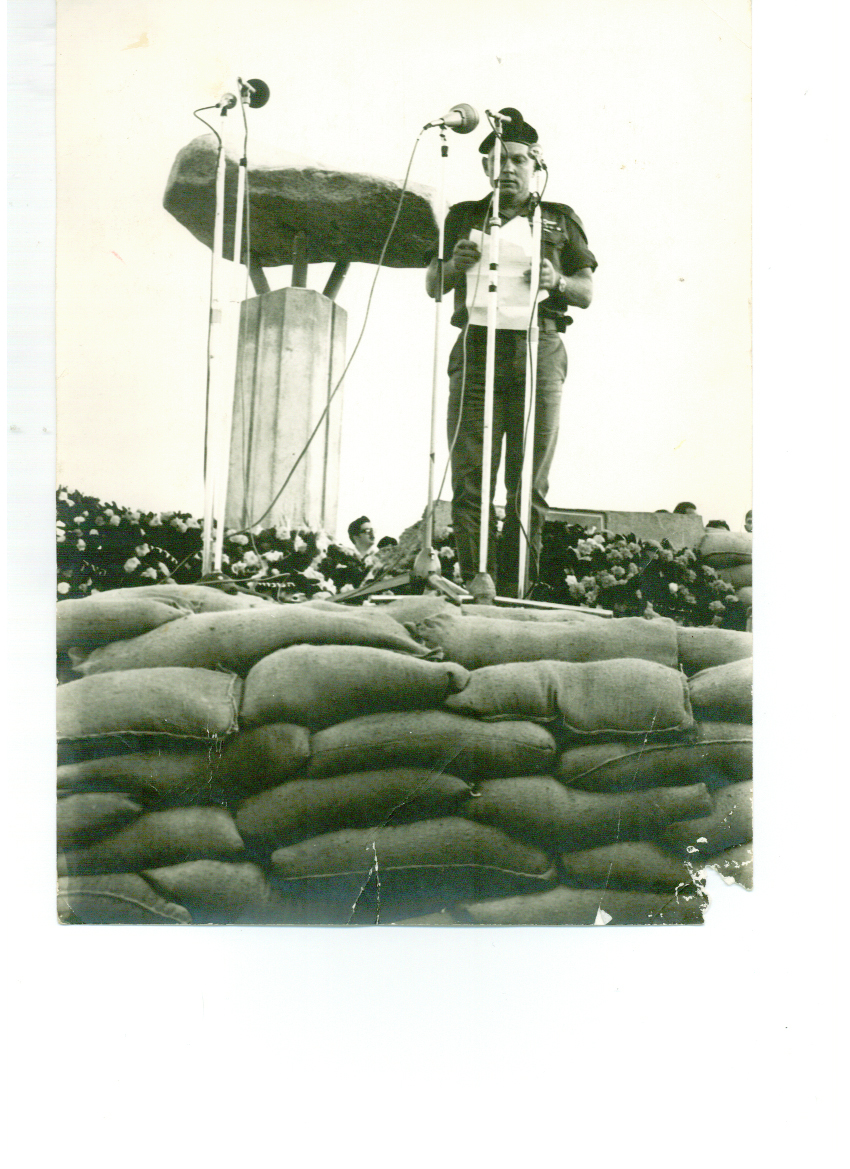
アダン。1968年。

第一次中東戦争終結後、アダンは機甲科に転科した（M50「スーパーシャーマン」の試射を最初に行ったのはアダンであった）。1952年、一旦軍を退くが1956年に第二次中東戦争が勃発するとアダン（中佐）は軍に復帰、第7機甲旅団の第82戦車大隊を指揮し、アブ・アゲイラを攻略した。1957年、アメリカ陸軍の戦車学校で学び、第60機甲旅団の作戦参謀を務めたのち、1960年7月、第7機甲旅団長に任命された。1967年の第三次中東戦争では大佐としてアブラハム・ヨッフェ少将の第31機甲師団の副師団長を務めた。1968年、シナイ半島の防衛を担当する第252機甲師団（シナイ師団）が編成されるとアダンはその初代師団長に就任した。1969年3月少将に昇進、イスラエル・タル少将の後任として機甲総監に就任した。

### 第四次中東戦争
1973年10月6日、第四次中東戦争が勃発する。アダンは2日後の10月8日に退役する予定であったものの、第162予備役機甲師団長としてシナイでの戦闘に参加した。満足な航空支援のない中行われた10月8日の戦闘は多大な損害を出して失敗したものの、翌9日から14日までの戦闘や10月14日の戦車戦ではエジプト軍の進出を阻止した。10月15日からのアビレイ・レブ作戦では第143予備役機甲師団長のアリエル・シャロン少将らとともにスエズ運河を逆渡河、スエズ運河西岸のエジプト軍を掃討しながらスエズ市にまで進出、第四次中東戦争におけるイスラエル軍の（軍事的な）勝利に貢献した。
戦後、1974年1月から7月まで南部軍管区司令官を務めたのち、ワシントン駐在武官を務め1977年に退役した。

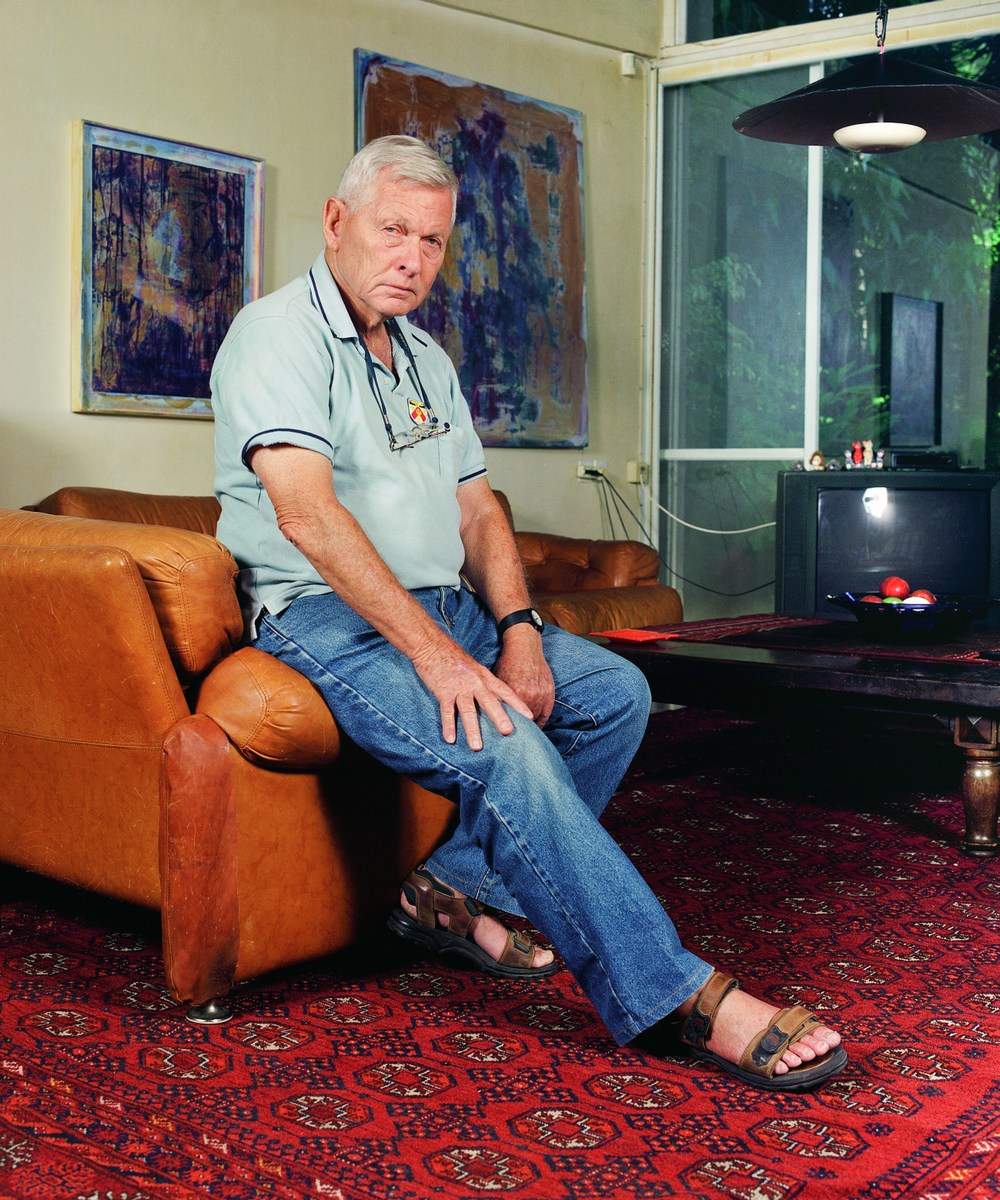
アダン。2003年。

2012年9月28日、ラマト・ハシャロンの自宅で死去。享年85。

## 著書
- 『スエズの両岸で』(על שתי גדות הסואץ)（邦題：「砂漠の戦車戦　第4次中東戦争」）
- 『インクの旗』(עד דגל הדיו)